# Tetanorhynchus pizai
Tetanorhynchus pizai is een rechtvleugelig insect uit de familie Proscopiidae. De wetenschappelijke naam van deze soort is voor het eerst geldig gepubliceerd in 1969 door Wiendl.